# Sadria
La sadria (صدرية) consiste en une camisole sans manches.
Elle n'a ni ouverture par devant ni par derrière mais seulement trois trous : l'un pour passer la tête et deux pour les bras. On passe d'abord les mains dans les deux trous et, en élevant doucement les bras, la camisole descend pour voir la tête passer par le trou du milieu. La camisole couvre le corps fort juste à la manière d'un juste corps.
Cet habit est porté par les habitants de Tunis et Tripoli mais aussi, jusqu'à aujourd'hui, par les paysannes de Malte qui le nomment sidria.